# Critodem (astròleg)
|  | No s'ha de confondre amb Critodem. |

Critodem (en grec antic Κριτοδημος) va ser un astròleg grec del segle iii aC, considerat un dels primers astròlegs que hi va haver a Grècia.
Els seus coneixements derivaven probablement de fonts mesopotàmiques, potser del mateix Berós, un sacerdot de Marduk i historiador a la Babilònia del segle iii aC. Alguns el fan contemporani de l'astròleg Antípater, que va viure entre el 290 i el 250 aC. Cap a mitjans del segle ii Veti Valent, un astròleg sirià, el va acusar de ser massa críptic, i Fírmic Matern cap al segle iv el va incloure en el grup reduït de pares llegendaris de l'astrologia, juntament amb Hermes, Orfeu, Abraham i Petosiris.
Veti Valent li atribueix uns horòscops que es conserven fragmentàriament, però que segur que van ser escrits al segle I dC. De l'obra astrològica de Critodem en coneixem els títols i fragments i resums dels seus continguts. A ῎Ορασις (orasis, Visions) explica la interpretació dels missatges visionaris divins. Veti Valent l'utilitza, i Plini el Vell ja l'havia mencionat a la seva Naturalis Historia. Una altra obra, Πίναξ (Pinax, mapa, dibuix) és mencionada per Hefestió de Tebes, que va viure al segle iv. Les dues obres reflecteixen una gran pietat pels déus i un cert misticisme entre religiós i astrològic.